# Джузеппе Моретті
Джузеппе Моретті (італ. Giuseppe Moretti, 30 листопада1782 — 1 грудня 1853) — італійський ботанік та міколог.

## Біографія
Джузеппе Моретті народився 30 листопада 1782 року у комуні Ронкаро.
Моретті займався збором, вивченням та класифікацією рослин Італії. Він вів листування з ученими свого часу, у тому числі з Вільямом Генрі Фоксом Талботом з Лондонського Ліннеївського товариства. Моретті викладав ботаніку в університеті Павії, з 1826 до 1853 року, та був префектом Ботанічного саду Павії.
Джузеппе Моретті помер 1 грудня 1853 року.

## Наукова діяльність
Джузеппе Моретті спеціалізувався на насіннєвих рослинах та на мікології.

## Вшанування
Рід рослин Morettia DC. було названо на його честь.